# مات هوكينز
مات هوكينز (بالإنجليزية: Matt Hawkins)‏ هو لاعب اتحاد الرغبي أمريكي، ولد في 30 مارس 1983 في ديربان في جنوب أفريقيا.

## وصلات خارجية
- مات هوكينز على موقع سلسلة سباعيات الرغبي العالمية - رجال (الإنجليزية)